# Tema de Licando
El tema de Licando fue un tema (provincia cívico-militar) bizantino con base en la fortaleza de Licando (en griego: Λυκανδός; transliteración: Lykandos; en latín: Lycandus), entre los siglos X y XI. Originalmente era una clisura (kleisoura), pero en 916 fue elevado a tema gracias a las victorias del general de origen armenio Melias. Se convirtió en un importante bastión contra los emiratos fronterizos de Siria y Mesopotamia, y jugó un importante papel en las campañas del doméstico de las escolas Juan Curcuas. Como consecuencia de la batalla de Manzikert en 1071, cayó bajo el poder de los turcos selyúcidas.

## Historia

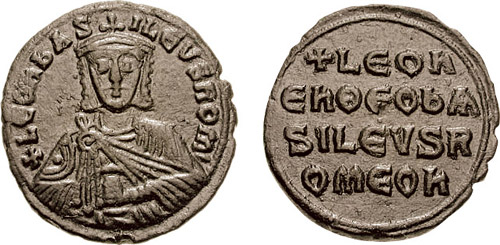
Follis de León VI el Sabio (r. 886-912)

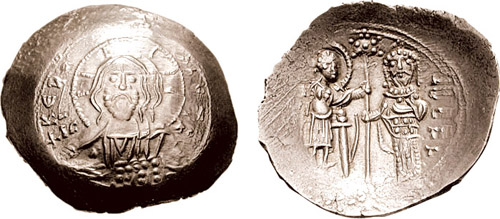
Histamenon de Alejo I Comneno (r. 1081-1118)

La fortaleza de Licando, se localizada en la región moderna de Elbistán, en los montes Antitauro, al sudeste de Turquía. Esta región era de crítica importancia estratégica, pues se encontraba en la zona de frontera, entre los bizantinos y los emiratos fronterizos de Siria y Mesopotamia. Además, constituía una de las principales rutas montañosas para ingresar a la Anatolia bizantina. En 903, el armenio Melias se asentó en la región, administrándola de forma casi autónoma. En 905, Melias fue expulsado del Imperio bizantino juntamente con otros nobles armenios, después de la revuelta fracasada de Andrónico Ducas contra el emperador León VI el Sabio (r. 886-912).
En 908, pasó a ser reconvocado y su gobierno formalmente sancionado por León VI, quien lo elevó al cargo de clisurarca (kleisourarches) de Licando. Se le dio el encargo de refortificar el castillo, que se encontraba en ruinas, y de colonizar y guarnecer el distrito, que estaba inhabitado. Melias realizó ambas tareas con prontitud: la región, que era capaz de suministrar hombres, caballos y pastos abundantes según Constantino VII (r. 913-959), fue colonizada por los armenios, y luego, consiguió expandir su control sobre los distritos montañosos vecinos de Tzamando y Simposio.
Las fuentes árabes dejaron en claro que la nueva provincia en expansión, representaba una amenaza directa, principalmente para el vecino emirato de Melitene. Motivo por el cual, los árabes lanzaron un feroz ataque contra Licando en 909, el cual fracasó, consiguiendo solo reconquistar algunas posiciones fronterizas, mientras que en 915. Sin embargo, las tropas de Melias arrasaron el territorio árabe, llegando hasta Germanicia (moderna Kahramanmaraş). La importancia de Licando y las victorias de su comandante fueron reconocidas, a tal punto que en 916, la región fue elevada al estatuto de thema Al año siguiente, las tropas de Licando participaron en la desastrosa campaña contra el Imperio búlgaro, que terminó con la batalla de Aqueloo.
Las fuerzas del tema de Licando, todavía tendrían un papel fundamental en las guerras árabo-bizantinas de inicios y mediados del siglo X, especialmente en las campañas de Juan Curcuas, contribuyendo con la expansión de las fronteras del oriente hasta el Éufrates, y hasta las regiones de Siria y Armenia. Asimismo, participaron en las guerras civiles de finales del siglo X.
Administrativamente, el thema era gobernando conjuntamente con los temas vecinos de Melitene y Tzamando. La región parece que no llegó a ser constituida como sede episcopal. Después de la batalla de Manzikert en 1071, el área en su totalidad fue invadida por los turcos selyúcidas, pero aun así, aparece en una concesión formal de tierras de Alejo I Comneno (r. 1081-1118) a Bohemundo I de Antioquía en 1108.